# Enrique de Aguinaga
 Enrique de Aguinaga López (Valverde del Fresno, Cáceres, 2 de octubre de 1923-Madrid, 16 de abril de 2022) fue un catedrático y periodista español. Fue decano de los cronistas de la Villa de Madrid.

## Biografía
Catedrático Emérito de Periodismo de la Universidad Complutense, continuó impartiendo Masters de Doctorado hasta poco antes de su fallecimiento. Con anterioridad fue secretario de la Facultad de Ciencias de la Información de dicha universidad. Colabora con varias publicaciones, como Ilustración de Madrid (de la que fue director).
Fue uno de los promotores de la Real Asociación Española de Cronistas Oficiales, de cuya Junta Rectora formó parte desde su fundación hasta 1992.
El 10 de enero de 1996 ingresó en la Real Academia de Doctores de España con la medalla nº 82, pronunciando el discurso Dimensión científica del periodismo.
En 1994 mantuvo una polémica con Moncho Alpuente sobre los derribos de los mercados de Olavide y San Ildefonso (ocurridos veinte años antes) en las páginas del diario El País. Aunque no accesible en la web ha sido recogido por un blog especializado en Urbanismo.
Amigo de Antonio Mingote, pronunció el discurso de alabanza cuando le concedieron al humorista el premio Mayores en acción en 2006.

## Premios y distinciones
El Ayuntamiento de Valverde del Fresno (Cáceres) le otorgó una calle en el pueblo, que se inauguró el 18 de junio de 2005.
La Real Asociación Española de Cronistas Oficiales (Raeco) le concedió la Medalla Juan Ignacio María de Castorena, en reconocimiento a su trayectoria ejemplar en el ejercicio de la crónica, en octubre de 2019.

## Obra
| ISBN 978-84-7074-048-0 | Periodismo profesión                                             | Fragua                                        | 1980 |
| ISBN 978-84-505-2118-4 | Cabalgata de los Reyes Magos, la                                 | Ayuntamiento de Madrid                        | 1985 |
| ISBN 978-84-7812-210-3 | Los alcaldes de Isabel II                                        | Ayuntamiento de Madrid                        | 1993 |
| ISBN 978-84-7812-360-5 | Periodismo y periodistas en el Madrid de la primera Restauración | Ayuntamiento de Madrid                        | 1996 |
| ISBN 978-84-7930-072-2 | El siglo de los ancianos: lección inaugural curso 99/2000        | Biblioteca Santa Ana                          | 1996 |
| ISBN 978-84-87446-22-1 | Sobre José Antonio: discursos de presentación                    | Editorial Barbarroja                          | 1997 |
| ISBN 978-84-95154-06-4 | Exaltación a Dios Padre                                          | Institución Literaria Federico Mayor Zaragoza | 1999 |
| ISBN 978-84-95154-14-9 | Exaltación a la Virgen María                                     | Institución Literaria Federico Mayor Zaragoza | 2000 |
| ISBN 978-84-95154-05-7 | A Federico Mayor por la paz                                      | Institución Literaria Federico Mayor Zaragoza | 2000 |
| ISBN 978-84-95154-19-4 | El Gran Jubileo y las poetas                                     | Institución Literaria Federico Mayor Zaragoza | 2001 |
| ISBN 978-84-666-1187-9 | José Antonio Primo de Rivera                                     | Ediciones B                                   | 2003 |
| ISBN 978-84-96198-12-8 | Mil veces José Antonio                                           | Plataforma 2003                               | 2003 |
| ISBN 978-84-96198-03-6 | Un informe (1972) y sus revisiones                               | Plataforma 2003                               | 2003 |